# 대지의 어머니
"대지의 어머니"는 1960년 공개된 대한민국의 영화이다.

## 배역
- 김진규
- 최무룡
- 문정숙
- 조미령
- 황정순
- 박노식
- 이예춘
- 양미희
- 장훈
- 최남현
- 윤인자
- 김신재
- 최승이
- 최은연
- 안성기
- 박남규